# Seibersdorf (Niederösterreich)
Seibersdorf ist eine Marktgemeinde mit 1614 Einwohnern (Stand 1. Jänner 2025) im Bezirk Baden in Niederösterreich.

## Geografie
Seibersdorf liegt im Industrieviertel in Niederösterreich. Die Fläche der Marktgemeinde umfasst 20,2 Quadratkilometer. 9,36 Prozent der Fläche sind bewaldet.

### Gemeindegliederung
Das Gemeindegebiet umfasst folgende Ortschaften (in Klammern Einwohnerzahl Stand 1. Jänner 2025):
- Deutsch-Brodersdorf (1003)
- Seibersdorf (611)

Die Gemeinde besteht aus den Katastralgemeinden Deutsch Brodersdorf und Seibersdorf.

### Nachbargemeinden
|              | Reisenberg                                      |                                        |
| Ebreichsdorf | Kompassrose, die auf Nachbargemeinden zeigt     | Hof am Leithaberge (Bez. Bruck a.d.L.) |
| Pottendorf   | Leithaprodersdorf (Bez. Eisenstadt-Umg., Bgld.) | Au am Leithaberge (Bez. Bruck a.d.L.)  |

### Klima
|                        | Jan  | Feb  | Mär  | Apr  | Mai  | Jun  | Jul  | Aug  | Sep  | Okt  | Nov  | Dez  |   |      |
| Mittl. Temperatur (°C) | −0,3 | 1,0  | 5,0  | 10,3 | 15,4 | 18,4 | 20,9 | 20,0 | 15,3 | 9,9  | 4,6  | 0,5  | ⌀ | 10,1 |
| Mittl. Tagesmax. (°C)  | 3,3  | 5,6  | 10,5 | 16,7 | 21,6 | 24,6 | 27,6 | 26,7 | 21,5 | 15,3 | 8,3  | 3,6  | ⌀ | 15,5 |
| Mittl. Tagesmin. (°C)  | −3,2 | −2,5 | 1,1  | 5,1  | 9,6  | 12,5 | 14,6 | 14,5 | 10,9 | 6,2  | 1,9  | −2,0 | ⌀ | 5,8  |
|                        |      |      |      |      |      |      |      |      |      |      |      |      |   |      |
| Niederschlag (mm)      | 26   | 24   | 44   | 41   | 64   | 79   | 72   | 77   | 64   | 42   | 42   | 36   | Σ | 611  |
|                        |      |      |      |      |      |      |      |      |      |      |      |      |   |      |
| Luftfeuchtigkeit (%)   | 72,5 | 63,9 | 56,8 | 50,0 | 51,7 | 52,3 | 47,6 | 49,0 | 55,5 | 62,5 | 73,1 | 77,4 | ⌀ | 59,3 |

| −3,2 |

| −2,5 |

| 1,1 |

| 5,1 |

| 9,6 |

| 12,5 |

| 14,6 |

| 14,5 |

| 10,9 |

| 6,2 |

| 1,9 |

| −2,0 |

| −3,2 |

| −2,5 |

| 1,1 |

| 5,1 |

| 9,6 |

| 12,5 |

| 14,6 |

| 14,5 |

| 10,9 |

| 6,2 |

| 1,9 |

| −2,0 |

## Geschichte

Seibersdorf (Mitte unten) und Umgebung um 1873 (Aufnahmeblatt der Landesaufnahme)

Lage Deutsch Brodersdorf (1873) zu Leithaprodersdorf (1872: Ungarisch Brodersdorf)

Im Altertum war das Gebiet Teil der Provinz Pannonia.
Nach dem Gründer Siegfried (1043/45), Amt- und Gewaltträger der Markgrafschaft – erst Siegfrieds-, Seifrieds-, dann Seibersdorf benannt.
In der Geschichte von Seibersdorf ist sicher, dass die Veste Seibersdorf wie auch andere Burganlagen (z. B. Ebenfurth, Pottendorf) aus strategischen Überlegungen der Sicherung der Leithagrenze gegenüber dem magyarischen Einfluss gegründet wurde.
Unter regem Besitzwechsel erfolgte die Umwandlung aus einer mittelalterlichen Wasserburganlage zur heutigen im 17. Jahrhundert erbauten und Anfang des 18. Jahrhunderts unter Leopold Karl Graf von Cavriani architektonisch gestalteten barocken Schlossanlage.
Das im Topographia Austriae inferioris (1672 erschienen) von Georg Matthäus Vischer abgebildete Schloss gleicht dem heutigen im Wesentlichen.
Als 1683 die Türkeninvasion drohte, wurden bestimmte Orte zu Zufluchtsstätten erklärt. So wurden unter den „Zuflucht-Stätt Under Wiennerwaldt“ u. a. Scharfegg, Under Waldersdorff, Seibersdorff, Günss- und Koblstorff genannt.
Nach dem Rückzug der Türken aus Mitteleuropa wurde Anfang des 18. Jahrhunderts die strategische Bedeutung der Burgen als Sicherung der Leithagrenze geringer und die einzelnen Burganlagen konnten von ihren Besitzern nach und nach zu barocken Schlössern umgebaut werden. Im Falle Seibersdorf waren dies, wie schon erwähnt, die Cavriani, ein katholisches aus Mantua stammendes Adelsgeschlecht, in deren Besitz sich das Schloss bis 1932 befand.
Diese durch Urkunden festgestellte geschichtliche Entwicklung von Seibersdorf kann durch Pläne ergänzt werden. Der Walterplan, der im Auftrage von Kaiserin Maria Theresia als Grenzkarte Ungarn-Niederösterreich von Constantin Johann von Walter zwischen 1754 und 1756 angefertigt wurde, lässt deutlich die barocke Schlossanlage samt dem dazugehörigen Park erkennen.
Die Zusammenlegung der Gemeinden Seibersdorf und Deutsch Brodersdorf erfolgte mit 1. Jänner 1972.

### Bevölkerungsentwicklung
| Seibersdorf: Einwohnerzahlen von 1869 bis 2025      | Seibersdorf: Einwohnerzahlen von 1869 bis 2025 | Seibersdorf: Einwohnerzahlen von 1869 bis 2025 | Seibersdorf: Einwohnerzahlen von 1869 bis 2025 | Seibersdorf: Einwohnerzahlen von 1869 bis 2025 |
| --------------------------------------------------- | ---------------------------------------------- | ---------------------------------------------- | ---------------------------------------------- | ---------------------------------------------- |
| Jahr                                                |                                                |                                                |                                                | Einwohner                                      |
| 1869                                                | 1869                                           |                                                | 863                                            | 863                                            |
| 1880                                                | 1880                                           |                                                | 939                                            | 939                                            |
| 1890                                                | 1890                                           |                                                | 915                                            | 915                                            |
| 1900                                                | 1900                                           |                                                | 957                                            | 957                                            |
| 1910                                                | 1910                                           |                                                | 916                                            | 916                                            |
| 1923                                                | 1923                                           |                                                | 932                                            | 932                                            |
| 1934                                                | 1934                                           |                                                | 873                                            | 873                                            |
| 1939                                                | 1939                                           |                                                | 890                                            | 890                                            |
| 1951                                                | 1951                                           |                                                | 853                                            | 853                                            |
| 1961                                                | 1961                                           |                                                | 816                                            | 816                                            |
| 1971                                                | 1971                                           |                                                | 895                                            | 895                                            |
| 1981                                                | 1981                                           |                                                | 1.019                                          | 1.019                                          |
| 1991                                                | 1991                                           |                                                | 1.176                                          | 1.176                                          |
| 2001                                                | 2001                                           |                                                | 1.283                                          | 1.283                                          |
| 2011                                                | 2011                                           |                                                | 1.424                                          | 1.424                                          |
| 2021                                                | 2021                                           |                                                | 1.561                                          | 1.561                                          |
| 2025                                                | 2025                                           |                                                | 1.614                                          | 1.614                                          |
| Quelle(n): Statistik Austria, Gebietsstand 1.1.2021 |                                                |                                                |                                                |                                                |

## Kultur und Sehenswürdigkeiten

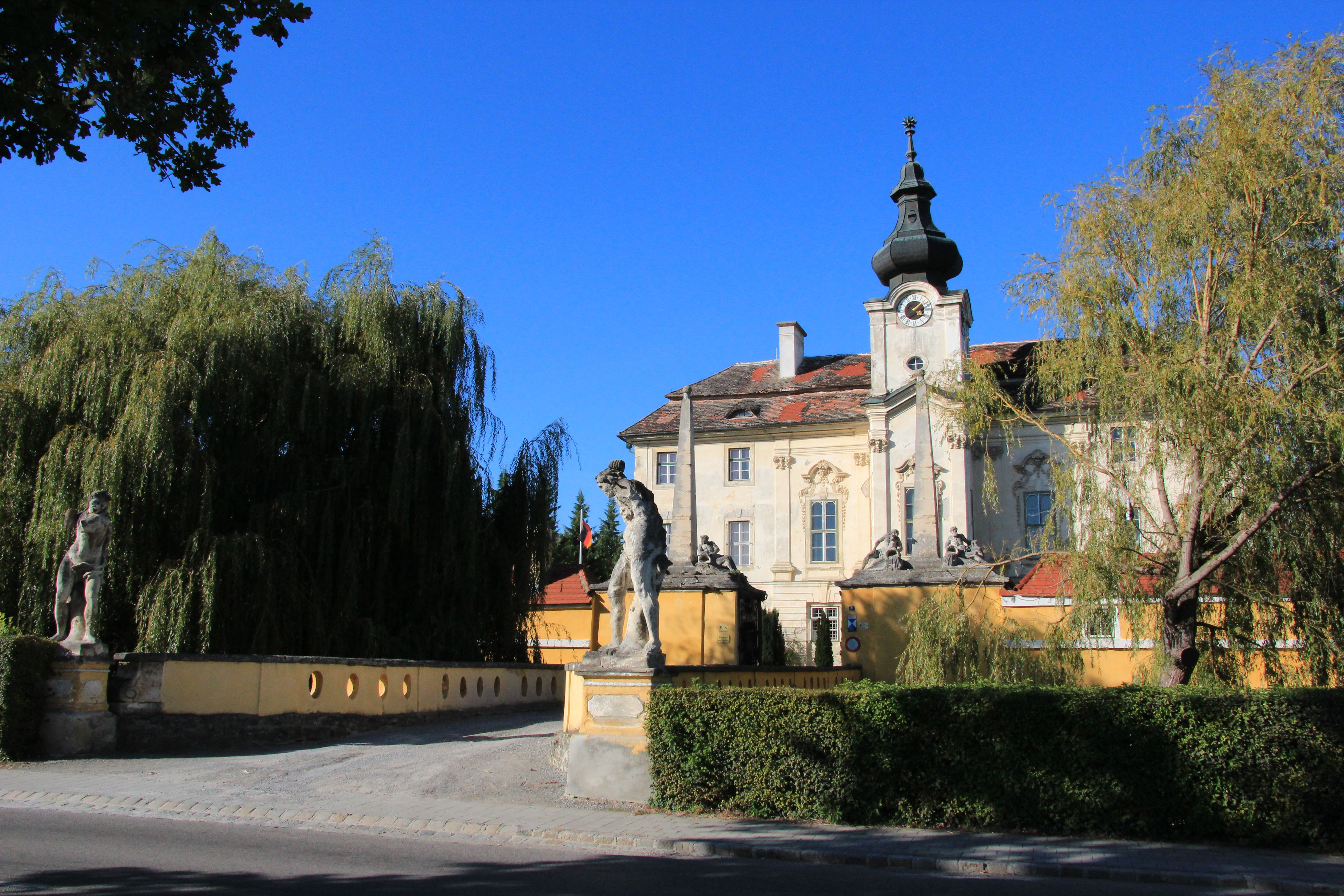
Schloss Seibersdorf

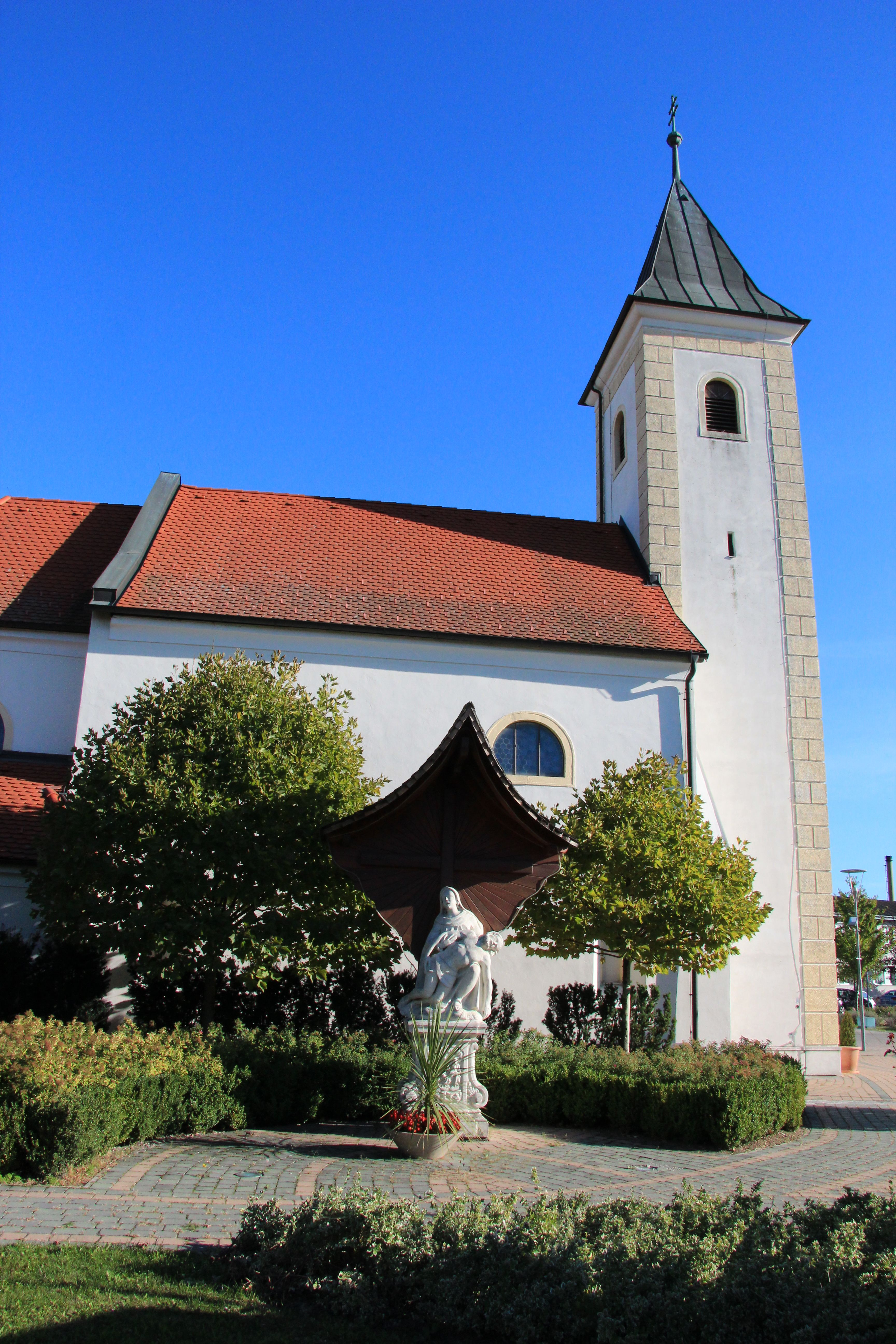
Pfarrkirche Seibersdorf

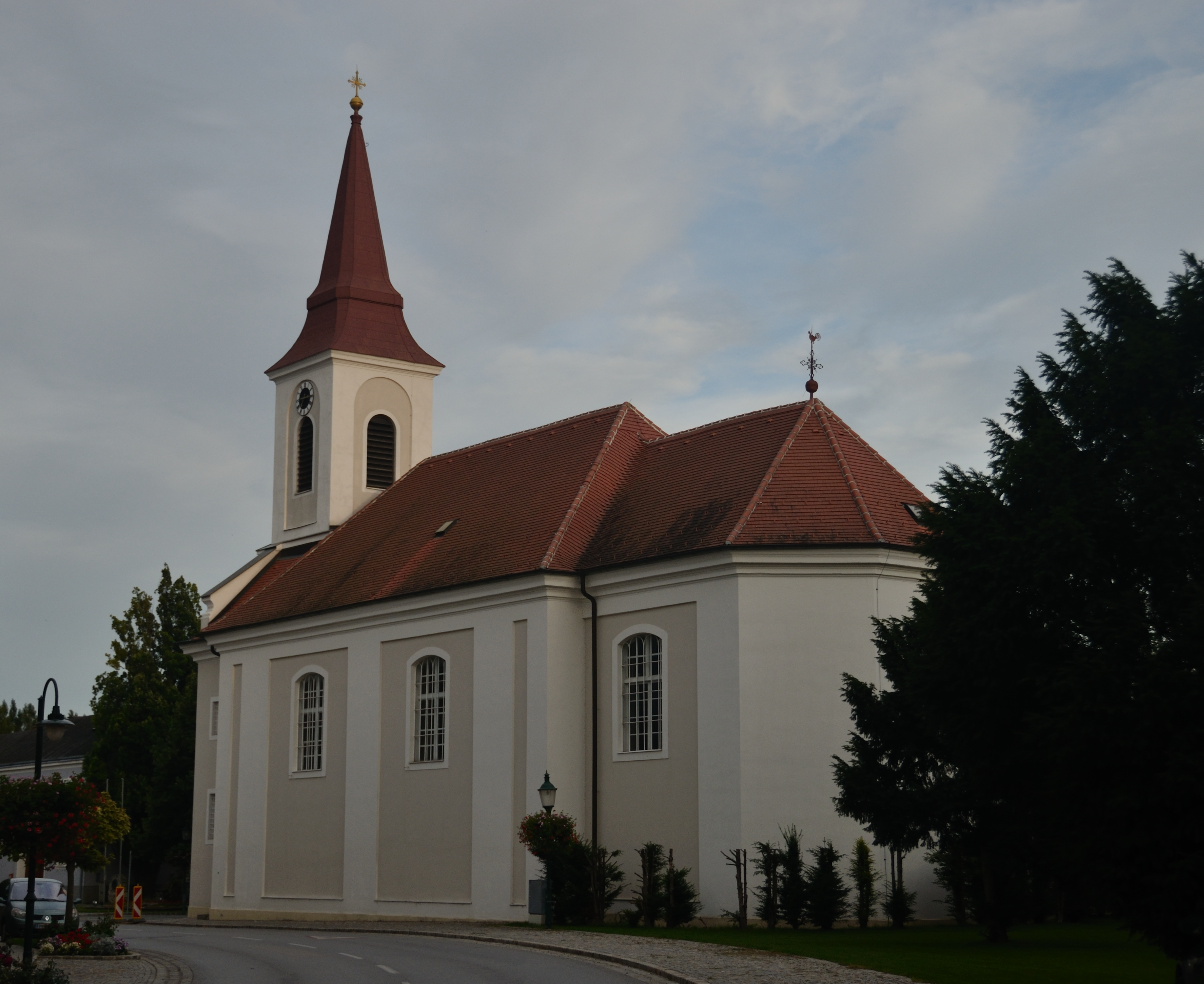
Pfarrkirche Deutsch-Brodersdorf

- Schloss Seibersdorf: Das Schloss wurde als Veste Seifriedsdorf in strategischer Überlegung zur Sicherung der Leithagrenze gegenüber dem magyarischen und türkischen Einfluss gegründet. Das Schloss, welches einen quadratischen Innenhof umschließt, ist von vier freistehenden hakenförmigen Eckbauten eingerahmt. Sämtliche Gebäude sind von einem Graben umgeben und sind nur über zwei Brückenzugänge im Süden von der Straße, im Norden vom Park aus erreichbar.
- Schloss Brodersdorf
- Katholische Pfarrkirche Seibersdorf hl. Leonhard
- Katholische Pfarrkirche Deutsch-Brodersdorf Hll. Philippus und Jakobus

## Wirtschaft und Infrastruktur

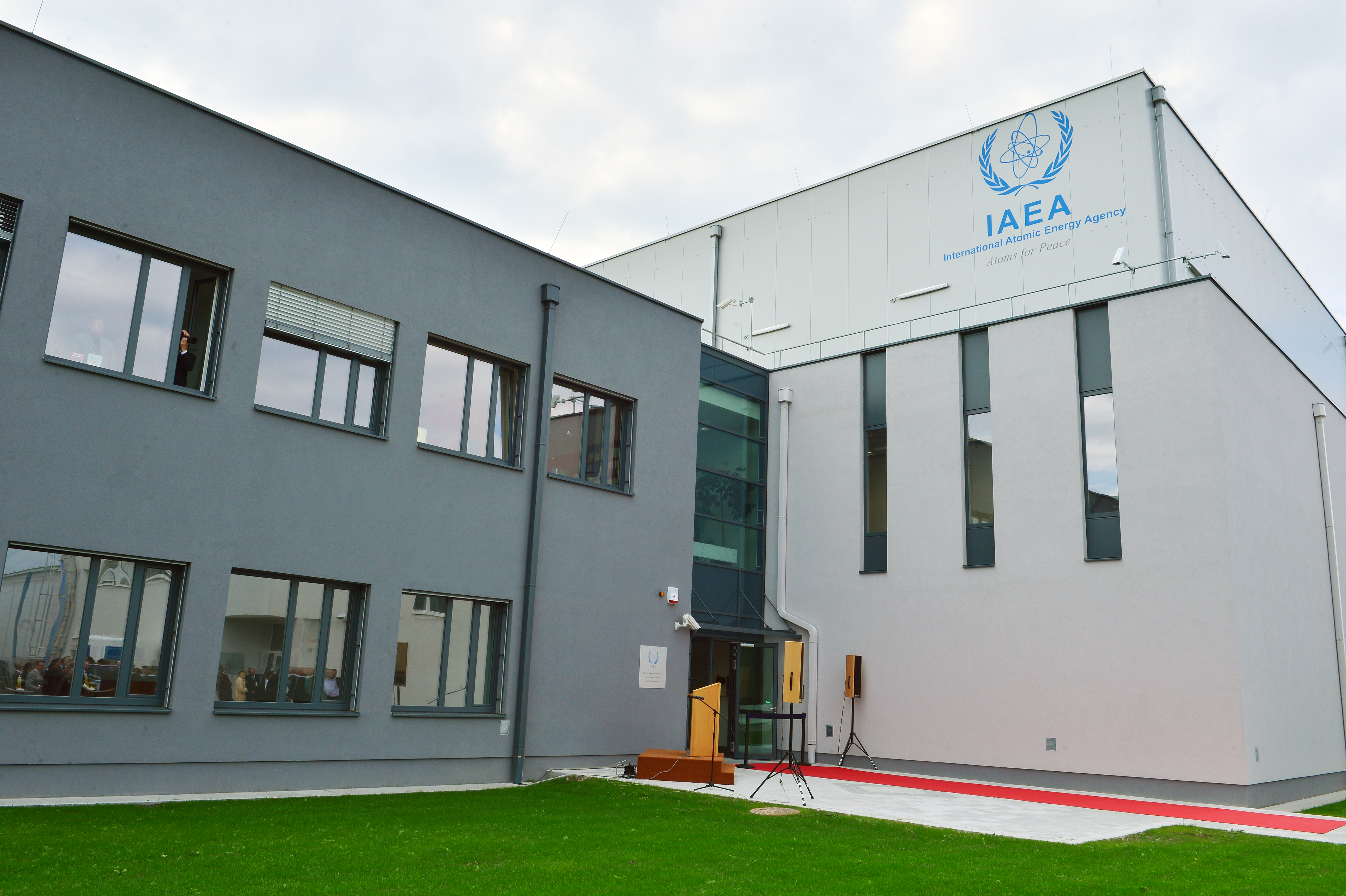
IAEA Labor

Nichtlandwirtschaftliche Arbeitsstätten gab es im Jahr 2001 63, nach der Erhebung 1999 gab es 60 land- und forstwirtschaftliche Betriebe. Erwerbstätige am Wohnort waren nach der Volkszählung 2001 645 Personen. Die Erwerbsquote lag 2001 bei 50,89 Prozent. Im Jahresdurchschnitt 2003 gab es am Ort 17 Arbeitslose.
Bekannt ist Seibersdorf durch das Österreichische Forschungszentrum des Austrian Institute of Technology (AIT, früher Austrian Research Centers), wo bis Ende der 1990er Österreichs erster Forschungsreaktor in Betrieb war. Auf demselben Gelände betreibt auch die Internationale Atomenergieorganisation (IAEA) Labors.

### Öffentliche Einrichtungen
In Seibersdorf befindet sich ein Kindergarten und eine Volksschule mit dislozierten Klassen in Deutsch-Brodersdorf.

### Sport
- Sportbad Seibersdorf: Freibadanlage mit mehreren Schwimmbecken
- Kraut-Radweg von Leitha-Radbrücke in Deutsch Brodersdorf bis Moosbrunn
- Kraut-Radrundweg, 33 km

## Politik

### Gemeinderat
Der Gemeinderat hat 19 Mitglieder.
- Nach den Gemeinderatswahlen in Niederösterreich 1990 hatte der Gemeinderat folgende Verteilung: 14 ÖVP, 3 SPÖ und 2 FPÖ.
- Nach den Gemeinderatswahlen in Niederösterreich 1995 hatte der Gemeinderat folgende Verteilung: 14 ÖVP, 3 SPÖ und 2 FPÖ.[7]
- Nach den Gemeinderatswahlen in Niederösterreich 2000 hatte der Gemeinderat folgende Verteilung: 14 ÖVP, 4 SPÖ und 1 FPÖ.[8]
- Nach den Gemeinderatswahlen in Niederösterreich 2005 hatte der Gemeinderat folgende Verteilung: 15 ÖVP und 4 SPÖ.[9]
- Nach den Gemeinderatswahlen in Niederösterreich 2010 hatte der Gemeinderat folgende Verteilung: 15 ÖVP und 4 SPÖ.[10]
- Nach den Gemeinderatswahlen in Niederösterreich 2015 hatte der Gemeinderat folgende Verteilung: 15 ÖVP und 4 SPÖ.[11]
- Nach den Gemeinderatswahlen in Niederösterreich 2020 hatte der Gemeinderat folgende Verteilung: 15 ÖVP, 2 SPÖ und 2 FPÖ.[12]
- Nach den Gemeinderatswahlen in Niederösterreich 2025 hat der Gemeinderat folgende Verteilung: 14 ÖVP, 3 FPÖ und 2 SPÖ.[13]

### Bürgermeister
Nach der Vereinigung der Gemeinden Seibersdorf und Deutsch-Brodersdorf im Zuge der Niederösterreichischen Kommunalstrukturverbesserung zur jetzigen Marktgemeinde Seibersdorf im Jahre 1972:
- 1972–2010 Paul Renner (ÖVP)
- 2010–2020 Franz Ehrenhofer (ÖVP)
- seit 2020 Christine Sollinger (ÖVP)[14]

### Wappen
Das Wappen der Marktgemeinde zeigt zwei goldene, gekreuzte Garben auf rotem Grund.

## Persönlichkeiten

### Söhne und Töchter der Gemeinde
- Karl Irsa (1886–1942), Landwirt und Politiker

### Mit der Gemeinde verbundene Persönlichkeiten
- Barbara Eder (* 1976), Film- und Fernsehregisseurin und Drehbuchautorin
- Johann Wildt (1937–1987), Politiker (ÖVP) und Landwirt